# Gudalura
Gudalura is een geslacht van hooiwagens uit de familie Assamiidae.
De wetenschappelijke naam Gudalura is voor het eerst geldig gepubliceerd door Roewer in 1927. 

## Soorten
Gudalura is monotypisch en omvat slechts de volgende soort:
- Gudalura biseriata